# Mario Catania
Mario Catania (Rome, 5 maart 1952) is een Italiaans politicus en is een voormalig Italiaanse Minister van Landbouw, Voedsel en Bosbouw in het Kabinet-Monti. Voordat hij minister werd, was hij Hoofd van het Departement voor Europees en Internationaal Beleid in verband met Landbouw.